# Севен-Кінгс (станція)
51°33′49″ пн. ш. 0°05′49″ сх. д. / 51.5635° пн. ш. 0.0969° сх. д.
Севен-Кінгс (англ. Seven Kings) — залізнична станція на залізниці Great Eastern Main Line обслуговує квартал Севен-Кінгс міста Ілфорд, лондонське боро Редбридж, Східний Лондон. Розташована за 13.8 км від станції Ліверпуль-стріт. Тарифна зона — 4. Пасажирообіг за 2017 рік — 3.099 млн осіб
Станцію було відкрито в 1899 році на залізниці Great Eastern Railway. Станція на початок 2018 року є під орудою TfL Rail, з 2019 — Crossrail, зі станції потягами можна буде дістатися до станцій в центрі Лондона, а також до Редінга та аеропорту Лондон-Хітроу

## Пересадки
- На автобуси оператора London Buses № 86 та N86